# 安顺文庙
26°15′10″N 105°55′56″E / 26.25278°N 105.93222°E
安顺文庙位于中国贵州省安顺市西秀区，2001年被列为第五批全国重点文物保护单位。
安顺文庙始建于明洪武二十七年（1394年），后经多次重修，现存石雕为明代遗物，其余则为清代或近现代所建。文庙总占地8750平方米，共有五进院落。第一进有甬壁、礼门、下马碑、道贯古今和德配天地坊、宫墙数仞影壁等建筑。第二进有节孝祠、明伦堂、泮池、状元桥等建筑。第三进有棂星门、乡贤祠、名宦祠、奎文阁、尊经阁等建筑。第四进有大成门、忠义祠、启圣祠、大成殿等建筑，其中大成门面阔五间，悬山顶，大成殿面阔五间，单檐歇山顶，明间一对廊柱为透雕盘龙石柱，工艺极精。第五进有崇圣祠等建筑。

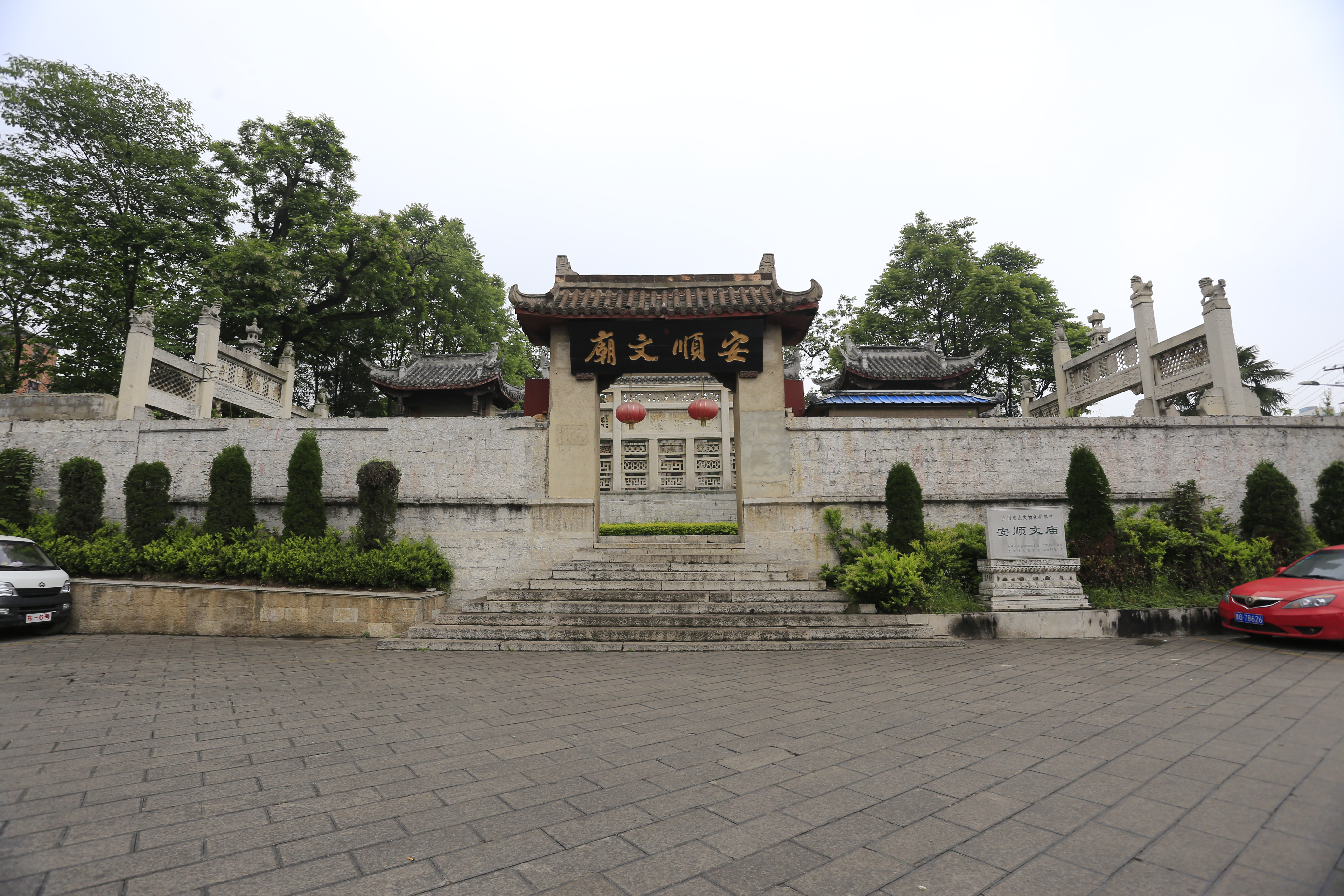